# Ривін Володимир Лазаревич
Володимир Лазаревич Ривін (рос. Владимир Лазаревич Ривин; нар. 7 грудня 1935, Ленінград) — російський архітектор, художник-дизайнер, член Спілки художників СРСР з 1972 року.

## Біографія
Народився 7 грудня 1935 року в Ленінграді (РРФСР, СРСР), в сім’ї лікарів. У 1944 році вступив в 2-й клас 181-ї школи (колишньої Третьої гімназії Петербурга), яку закінчив в 1953 році зі срібною медаллю. 1959 року закінчив Санкт-Петербурзький державний академічний інститут живопису, скульптури та архітектури імені І. Ю. Рєпіна, в 1965 році аспірантуру.
У 1960—1962 роках працював в інституті «Ленпроект». З 1965 року — в апараті Спілки художників РРФСР.
У 1990—2000-х роках займався проектуванням приватних будинків, інтер'єрів квартир, торговельних центрів тощо. Мешкає в Санкт-Петербурзі.

## Споруди
Серед споруд: художнє оформлення:
- Дніпропетровського історичного музею імені Д. І. Яворницького (1977);
- музею історії міста Дніпродзержинська (1984);
- музеїв Леніна Улан-Баторі (Монголія), в Горках, в Красноярську (Росія) (всі — 1980-ті роки).

## Відзнаки
- Заслужений діяч мистецтв Монголії з 1980 року;
- премія Спілки Художників СРСР;
- Лауреат Державної премії УРСР імені Т. Г. Шевченка (за 1979 рік; разом з Г. Ф. Ватченко (керівником роботи), В. О. Зуєвим (архітектором, автором реконструкції комплексу), В. І. Коротковим, М. Я. Бутом, М. В. Овечкіним (художниками, співавторами діорами «Битва за Дніпро»), В. С. Прокудо (автором сценарію і науковим консультантом діорами «Битва за Дніпро») за комплекс Дніпропетровського історичного музею імені Д. І. Яворницького)[2].